# Hans Samuel Collin
Hans Samuel Collin (født 2. januar 1791 i Önnestad, Kristianstads län, død 30. marts 1833) var en svensk retslærd. Han var farbror til August Zacharias Collin.
Collin blev student i Lund 1802 og magister 1811. Fra sistnævnte år beskæftigede han sig, under Johan Holmbergsons ledelse, med studiet af retsvidenskaben. Han udgav 1816 en akademisk afhandling, Afhandling om statsinkomsterna, og blev samme år docent i statsøkonomi.
I 1817 blev han ekstraordinær adjunkt i sistnævnte disciplin og 1820 blev han promoveret til juris utriusque doctor (på første hædersplads, den andre tilhørte Carl Johan Schlyter). Han blev tillige udnævnt til jurisprudentiæ, œconomiæ et commerciorum adjunkt i Uppsala, hvilken stilling han tiltrådte 1821. I 1822 udgav han sin afhandling Om grannars skyldighet enligt Sveriges lag att med hvarandra deltaga i stängsels upprättande och underhållande.
Allerede samme år blev hans lærervirksomhed afbrudt gennem opdraget at udgive en samling af Sveriges gamla love, hvilket medførte at han bosatte sig i Stockholm, hvor han udgav han  Vederläggning af de i frågan om realisationen gångbara falska begrepp och inrotade fördomar (1829) samt deltog i udgivelsen af Västgötalagen (1827) og Östgötalagen (1830).